# Woodland (Alabama)
Pour les articles homonymes, voir Woodland.
Woodland est une ville américaine située dans le comté de Randolph dans l’État de l'Alabama. En 2010, sa population était de 184 habitants.

## Démographie
| 1970 | 1980 | 1990 | 2000 | 2010 | - |
| ---- | ---- | ---- | ---- | ---- | - |
| 177  | 192  | 189  | 192  | 184  | - |

## Source de la traduction
- (en) Cet article est partiellement ou en totalité issu de l’article de Wikipédia en anglais intitulé « Woodland, Alabama » (voir la liste des auteurs).